# Блези-О
Блези́-О (фр. Blaisy-Haut) — коммуна во Франции, находится в регионе Бургундия. Департамент коммуны — Кот-д’Ор. Входит в состав кантона Сомбернон. Округ коммуны — Дижон.
Код INSEE коммуны — 21081.

## Население
Население коммуны на 2010 год составляло 120 человек.
| 1962 | 1968 | 1975 | 1982 | 1990 | 1999 | 2010 |
| ---- | ---- | ---- | ---- | ---- | ---- | ---- |
| 82   | 78   | 70   | 73   | 101  | 104  | 120  |

## Экономика
В 2010 году среди 88 человек трудоспособного возраста (15—64 лет) 70 были экономически активными, 18 — неактивными (показатель активности — 79,5 %, в 1999 году было 76,1 %). Из 70 активных жителей работали 66 человек (37 мужчин и 29 женщин), безработных было 4 (2 мужчин и 2 женщины). Среди 18 неактивных 6 человек были учениками или студентами, 5 — пенсионерами, 7 были неактивными по другим причинам.